# Stephanus Gerard Axters
Stephanus Gerard Axters (Brugge, 15 oktober 1901 - Lubbeek, 2 juli 1977) was dominicaan en auteur van werken over de mystiek. 

## Levensloop
Hij was de zoon van Henri Axters, directeur bij het provinciebestuur West-Vlaanderen, en van Maria Wauters. Zijn broer Joseph Axters werd raadsheer bij het hof van beroep in Gent.
Na zijn middelbare studies aan het Sint-Lodewijkscollege (retorica 1920) in Brugge trad hij binnen bij de orde van de dominicanen en nam de kloosternaam Stephanus aan. Hij werd ingekleed in Gent op 19 september 1920 en tot de professie toegelaten in het klooster Notre-Dame de la Sarte in Hoei op 20 september 1921. Hij deed zijn plechtige geloften in Leuven op 15 augustus 1926 en werd priester gewijd in Gent op 18 december 1926.
Hij werd toen archivist-paleograaf bij de dominicanen en was van 1931 tot 1938 lid van de Leonina-commissie in Rome. Hij wijdde zijn verdere leven aan de studie van de mystiek in de Nederlanden. Hij doceerde geschiedenis van de vroomheid aan het Philosophicum en het Theologicum van de dominicanen in Leuven.
In 1957 werd hij lid van de Koninklijke Vlaamse Academie voor Taal- en Letterkunde. De Geschiedenis van de Vroomheid in de Nederlanden is zijn magnum opus.

## Werken
- Het Boek van de goddelijke leer van Catharina van Siënna, Nederlandse vertaling, Standaard-Boekhandel, 1934.
- Jan van Leeuwen. Bloemlezing uit zijn werk ingeleid en toegelicht, De Sikkel Antwerpen, 1943.
- Scholastiek lexicon.
- Mystiek brevier. 2 dln., Nederlandsche Boekhandel Antwerpen, 1944-1946.
- Geschiedenis van de Vroomheid in de Nederlanden. 4 dln., De Sikkel Antwerpen, 1950-1956.
- La spiritualité des Pays-Bas, l'évolution d'une doctrine de mystique, Nauwelaers Leuven-Vrin Parijs, 1948.
- Artikels in Angelicum (Rome), The new scholasticism (Washington), Divus Thomas (Piacenze), Revue Thomiste, Biekorf, Dietsche warande en belfort, Tijdschrift voor taal en letteren (Tilburg) en West-Vlaanderen.
- Artikels in encyclopedieën: Dictionnaire de spiritualité, Die Religion in Geschichte und Gegenwart, Grote Winkler-Prins.
- Gedichten in verschillende tijdschriften.

## Iconografie
- West-Vlaanderen", 1953, nr. 2, p. 49
- West-Vlaanderen, 1958, nr. 1, p. 43
- Vlaanderen, 1971, nr. 123, p. 431
- Vlaanderen, 1977, nr. 158, p. 162